# Ulica Igołomska w Krakowie
Ulica Igołomska – najdłuższa ulica Krakowa o długości prawie 9,3 km położona w dzielnicy XVIII Nowa Huta. Biegnie od ul. Ujastek Mogilski do granicy administracyjnej miasta. Na całej długości jest częścią drogi krajowej nr 79 i stanowi wylot z Krakowa w stronę Sandomierza.

## Historia
Ulicę wybudowano w latach 50. podczas budowy Nowej Huty i otwarto ją w 1958 roku. W 1973 r. wydłużono ją przez nowe tereny przyłączone do Krakowa. Do 1975 roku ulica zaczynała się przy placu Centralnym i do ul. Ujastek Mogilski biegła śladem al. Jana Pawła II i ul. Tadeusza Ptaszyckiego. Od 1975 r. odcinek między placem Centralnym a ul. Klasztorną został wyłączony z ul. Igołomskiej, a od 1987 r. także 1,2 km odcinek między ul. Klasztorną a ul. Ujastek Mogilski (ob. ul. Ptaszyckiego).
W kwietniu 2017 r. rozpoczęła się przebudowa ulicy (od skrzyżowania z ul. Giedroycia do skrzyżowania ul. Brzeską.) Po przebudowie odcinek ten będzie miał po 2 pasy ruchu w każdą stronę; Według wstępnych szacunków, prace miały trwać do końca 2019 r., lecz termin przesuwano kolnejno na: maj 2020 roku, wakacje 2022 roku, ostatecznie - na IV kwartał 2022 roku.

## Przebieg
Ulica rozpoczyna się od skrzyżowania ul. Ujastek Mogilski z ul. Tadeusza Ptaszyckiego i biegnie na wschód południową granicą Huty im. Tadeusza Sendzimira. Następnie, po odbiciu od granicy huty, zabudowę ulicy stanowią głównie domy jednorodzinne. Jedyne ważne skrzyżowania to skrzyżowanie na początku ulicy oraz skrzyżowanie z ul. Brzeską i Kościelnicką. Kończy się przy Potoku Kościelnickim, na granicy miasta. Wzdłuż początkowego odcinka ulicy biegnie linia tramwajowa do pętli Pleszów. Ponadto, w ciągu ulicy, znajdują się także przystanki autobusowe i tramwajowe o nazwach:
- Kopiec Wandy (pętla tramwajowa)
- Fort Mogiła
- Brama nr 4
- Jeżynowa
- Brama nr 5
- Meksyk
- Koksochemia
- Pleszów (pętla tramwajowa i autobusowa)
- Zakład Przeróbki
- Szymańskiego
- Wyciąże
- Wyciąże Zachód
- Wyciąże Wiadukt
- Cło.

W okolicy Kopca Wandy znajduje się węzeł "Kraków Nowa Huta" należący do drogi ekspresowej S7 (Wschodniej Obwodnicy Krakowa). Budowę odcinka zakończono w czerwcu 2017 roku. Z tego węzła można się poruszać następującymi ulicami:
- ul. Ptaszyckiego (na zachód, w stronę Placu Centralnego)
- ul. Igołomską (w kier. wschodnim)
- ul. Ujastek Mogilski (na północ, w stronę Huty)
- drogą ekspresową S7 (na południe, w stronę Mostu na Wiśle i w stronę węzła Rybitwy.)